# VAL (trasporti)
Il VAL (sigla di Véhicule Automatique Léger, in italiano: Veicolo Automatico Leggero) è il nome commerciale assegnato ai treni su pneumatici progettata dalla società francese Matra nel 1983, poi assorbita dalla Siemens, per la realizzazione della metropolitana di Lilla, prima metropolitana automatica del mondo, successivamente adottata anche in altre città, come a Rennes, Tolosa e Torino.

## Storia
I concetti alla base del sistema VAL furono definiti la prima volta nel 1968.
- La velocità e la frequenza di treni dovevano essere abbastanza elevati nonostante la media fosse di sole 6 000 persone per ora e per direzione.
- Il sistema doveva essere molto versatile, di conseguenza avrebbe dovuto sopportare una grande variabilità di affluenza di persone, riuscire ad affrontare curve strette e pendenze sensibili, ecc.

I sistemi tradizionali con conducente non permettevano un'alta frequenza e i costi erano nettamente superiori. Per questo motivo fu scelto di passare a veicoli automatizzati che, tramite binari e stazioni apposite, ne permettessero il funzionamento abbattendo i costi superflui.
Nel 1984 iniziò il servizio metropolitano tra Villeneuve d’Ascq – Lille (Francia), da cui l’acrostico “VAL”, con vetture VAL 206, prime al mondo con sistema di pilotaggio automatico, prodotto dalla ditta Matra.

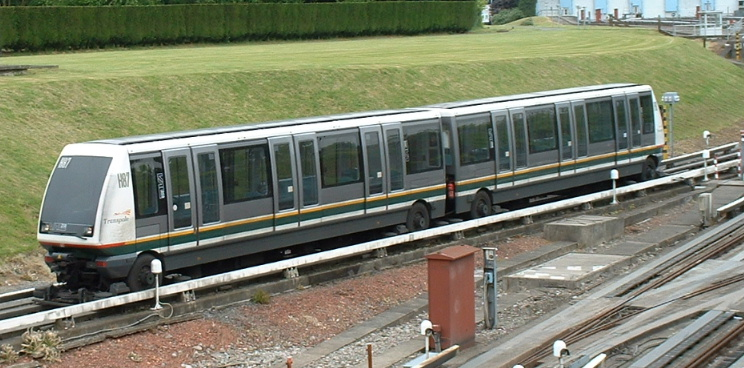
Un VAL 208 della metropolitana di Lilla

Successivamente, lo sviluppo e la produzione dei convogli e dell’apparecchiatura per il pilotaggio automatico passarono alla Siemens. Il numero di metropolitane dotate di tale tipo di Veicolo (Automatico e Leggero) si diffuse e la sigla “VAL” divenne sinonimo di Veicolo Automatico Leggero.

## Prima generazione

### Tecnica
Il Sistema VAL, una metropolitana leggera su gomma, è caratterizzato da un alto grado di automazione, un controllo centralizzato di tutte le operazioni, e dall'utilizzo in campo ferroviario della gomma; il Val adotta un sistema di carrelli e binari brevettati del tutto differenti da quelli ferroviari, migliorando notevolmente il comfort e la sicurezza. I carrelli sono dotati di ruote (rivestite dagli pneumatici) le quali insistono su due binari generalmente di cemento armato e sono le ruote portanti del veicolo e di altre ruote, più piccole, che scorrono su supporti verticali laterali lisci (uno per lato) che quindi rendono impossibile lo scavalcamento da parte dei veicoli e permettono di mantenere la traiettoria costante come una classica metropolitana che scorre sulle rotaie ferroviarie. Il concetto è il medesimo dell'O-Bahn.
|  |  |  |

Rispetto a sistemi più tradizionali, il VAL permette un risparmio relativo allo scavo di gallerie a sezione minore, per l'assenza del pantografo e per le ridotte dimensioni delle vetture; la corrente elettrica assorbita nelle accelerazioni viene restituita al sistema nelle decelerazioni, l'apparecchiatura è interfacciata con la centrale operativa. I veicoli, nelle versioni VAL 206, VAL 208 e VAL 256, riescono a raggiungere velocità superiori agli 80 chilometri orari e sono composti da due semicasse e caratterizzate da ridotto ingombro ma anche da grandi superfici vetrate.
In Italia è il sistema utilizzato per la Metropolitana di Torino, il primo al mondo in configurazione 52 metri (2 veicoli VAL 208 da 26 metri accoppiati).

### I veicoli

#### VAL 206

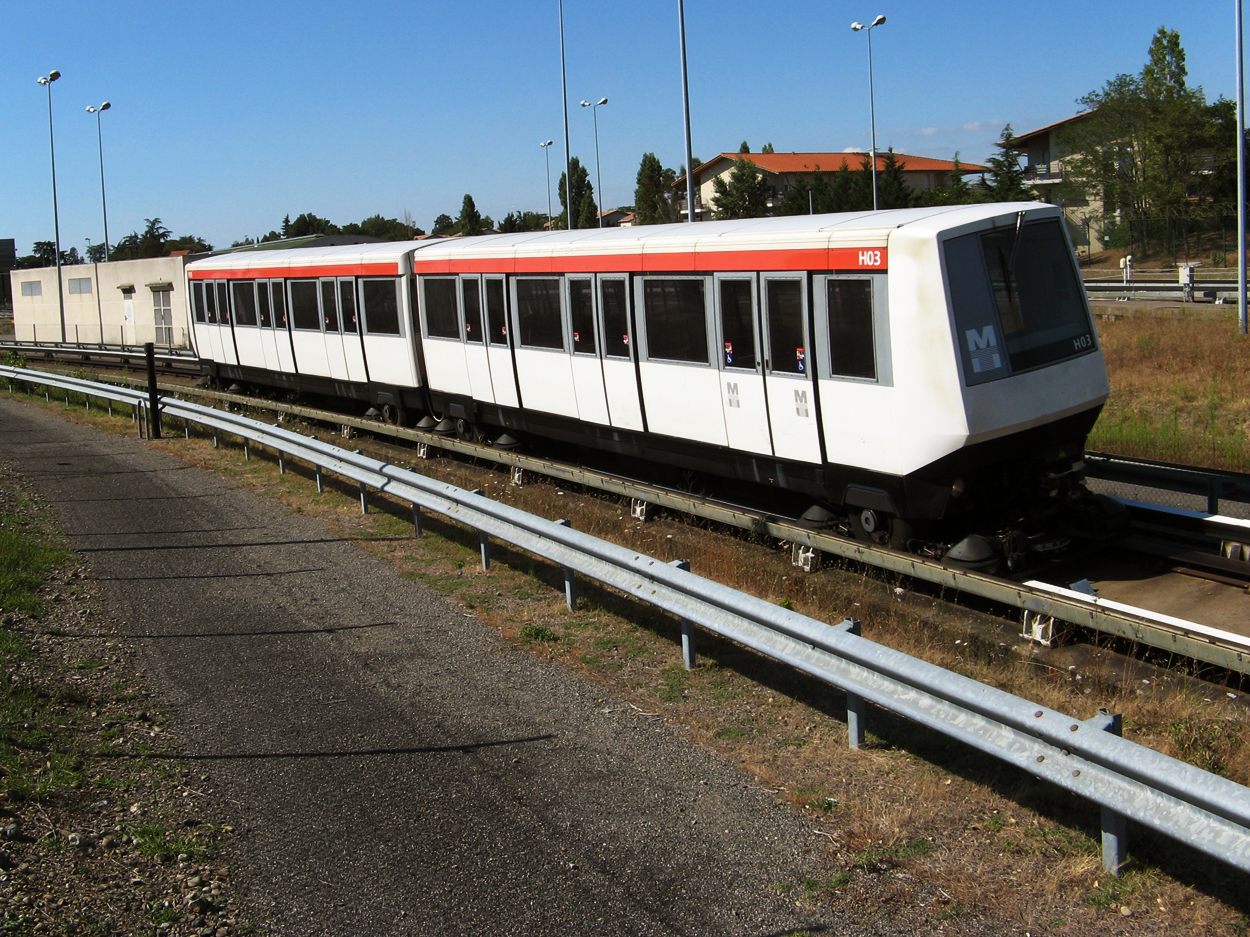
Un VAL 206

Il VAL 206 è il primo veicolo automatico ferroviario utilizzato nel sistema. Il veicolo è largo 206 cm ed è lungo 26 metri. È composto di due semicasse legate da un accoppiatore, da due carrelli semoventi per semicassa, a cui sono montate due ruote portanti e quattro ruote guida per carrello. I motori elettrici sono 8, uno per ogni ruota portante, la frenatura è sia elettrica sia meccanica, tramite dischi autoventilanti.

#### VAL 208

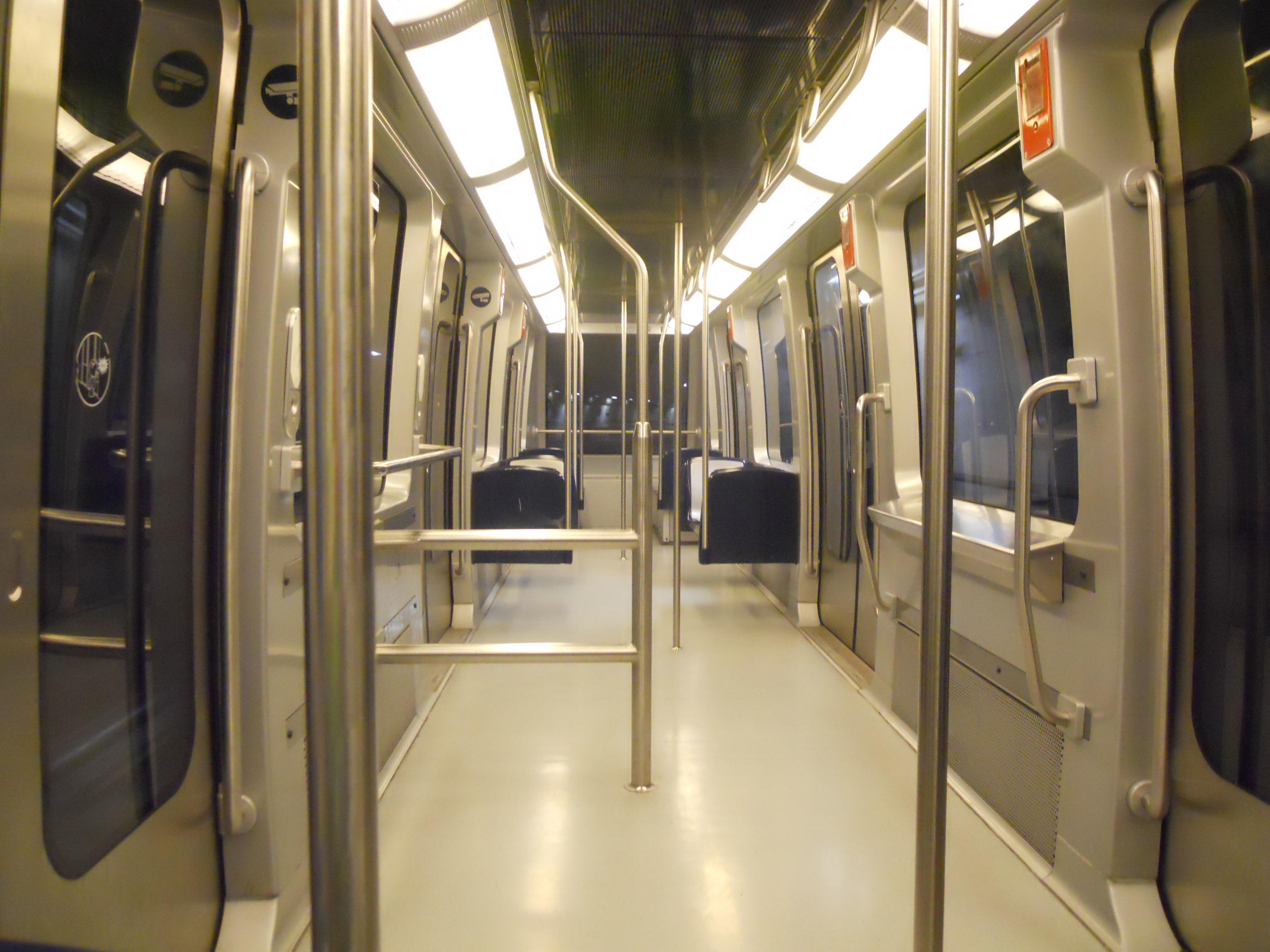
Interno vettura VAL a Torino

Il VAL 208 è il veicolo che utilizza la Metropolitana di Torino. È largo 208 cm e lungo, a Torino, 52 metri (2 veicoli da 26 metri accoppiati), mentre negli altri complessi è utilizzato il solo veicolo da 26 metri. Può ospitare in totale 440 posti tra cui 76 a sedere (più 48 posti a sedere estraibili) e la velocità massima raggiungibile è di 80 km/h.

#### VAL 256
Il VAL 256 è un veicolo automatico ferroviario utilizzato nel sistema. Il veicolo è largo 256 cm e viene utilizzato nella Metropolitana di Taipei.

## Seconda generazione

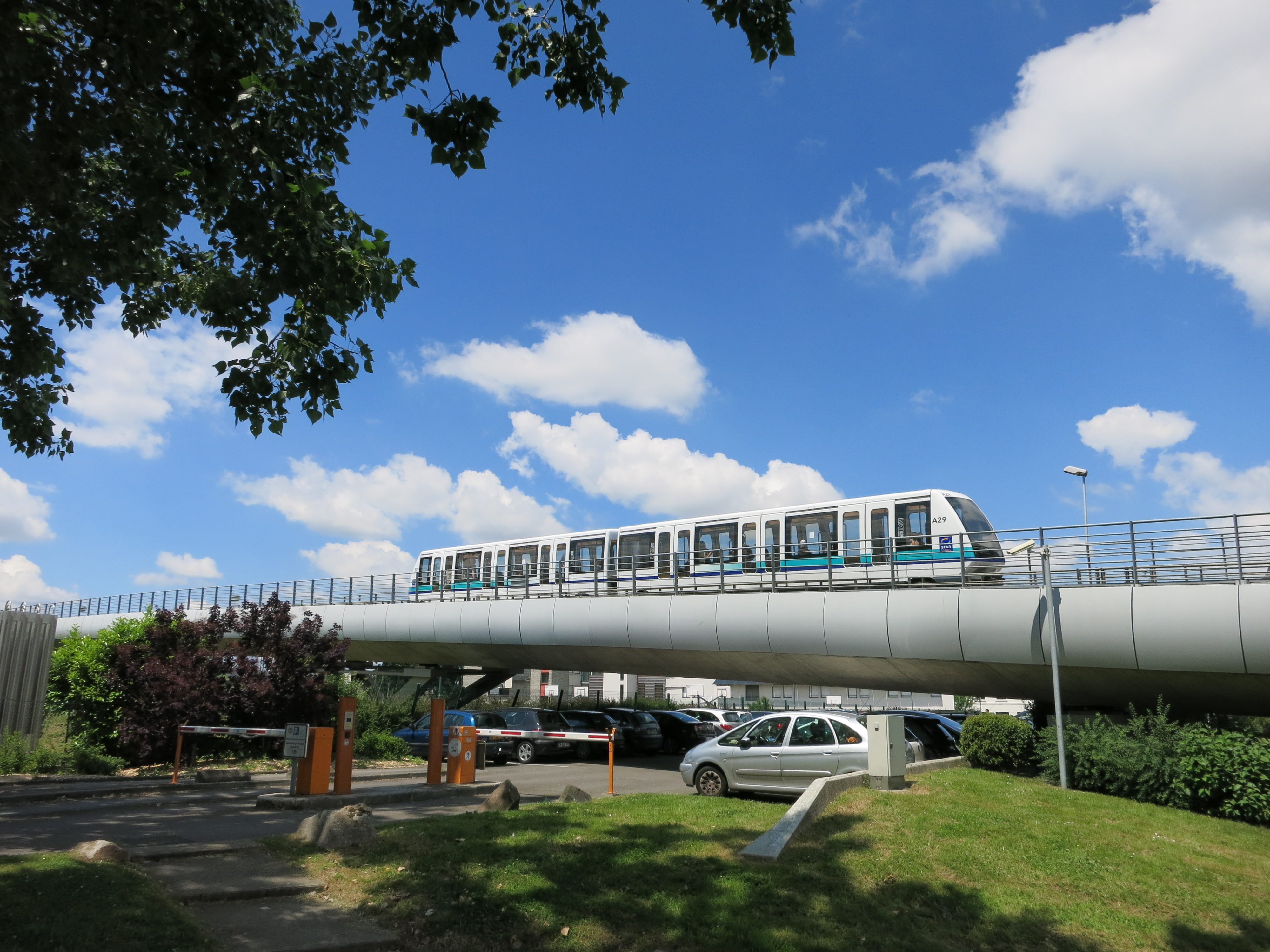
Linea A di Rennes

La nuova generazione, chiamata Neoval (Cityval per le reti urbane, Airval per brevi collegamenti di tipo people mover con gli aeroporti), utilizza la stessa infrastruttura del Translohr per quanto riguarda l'uso di un'unica rotaia centrale e la disposizione a 45° delle ruotine guida metalliche presenti nei veicoli. I Neoval sono modulari e possono essere composti da uno a 6 elementi. I veicoli sono prodotti dalla Siemens.
Tale sistema sarà adottato per la linea B di Rennes nel 2018.